# San Fernando de Apure
San Fernando de Apure – miasto w Wenezueli, nad rzeką Apure, stolica stanu Apure.
W mieście rozwinął się przemysł spożywczy. Funkcjonuje tu port lotniczy Las Flecheras.

## Historia
Założone w 1788 roku. W 1996 liczyło 110 000 mieszkańców (w 1969 było to 19.000). W mieście swoją czasową kwaterę mieli Simón Bolívar i José Antonio Páez (nazywany Lwem z Apure). Generał Páez zaatakował ze swą kawalerią i zniszczył hiszpańskie łodzie na Rio Apure, przyczyniając się do sukcesu Bolívara w tym rejonie.

## Kultura
W położonym niedaleko miasta Rancho Candelaria rozgrywa się akcja powieści Doña Barbara autorstwa Rómulo Gallegosa.

## Przyroda
Lasy i llanosy wokół miasta bogate są w różne gatunki ptaków, a w wodach występują obficie krokodyle i strętwy, czyli węgorze elektryczne.